# غملول غوقسوني
الغملول الغوقسوني نوع نباتي يتبع جنس الغملول من الفصيلة الرصاصية.

## الموئل والانتشار
موطنه منطقة غوقسون قرب مرعش (في الأقاليم السورية الشمالية) حاليا ضمن تركيا).